# Canton de Moulins-Ouest
Le canton de Moulins-Ouest est une ancienne division administrative française située dans le département de l'Allier et la région Auvergne.

## Géographie
Le périmètre du canton, d'après le décret du 23 juillet 1973, était délimité par :
- les communes d'Aubigny, Avermes, Bagneux, Coulandon, Montilly et Neuvy ;
- « la portion de territoire de la ville de Moulins non incluse » dans le canton de Moulins-Ouest, c'est-à-dire « déterminée du Nord au Sud par les voies ci-après : rue de Decize (numéros pairs et impairs), rue des Potiers (du numéro 1 au numéro 31 et du numéro 2 au numéro 38), cours Jean-Jaurès (du numéro 22 au numéro 52 et du numéro 23 au numéro 39), rue d'Allier (numéros pairs et impairs), place d'Allier (numéros pairs et impairs), rue Blaise-Pascal (numéros pairs et impairs), place Garibaldi (numéros pairs et impairs), rue Jean-Bart (numéros pairs), pont Régemortes et rive gauche de l'Allier (en amont jusqu'aux limites de la ville de Moulins) ».

Un décret rectificatif du 18 août 1973 modifie le canton en affectant la portion précitée de territoire de la ville de Moulins à l'autre canton.

## Histoire
Le canton a été créé par un décret du 23 juillet 1973 en remplacement de l'ancien canton.
Il a été supprimé à la suite du redécoupage des cantons du département de l'Allier en mars 2015.

## Représentation

### Conseillers généraux de 1833 à 2015
| Période | Période          | Identité                                                   | Étiquette                 | Qualité |
| ------- | ---------------- | ---------------------------------------------------------- | ------------------------- | --- |
| 1833    | 1848             | Pierre Meilheurat                                          |                           | Procureur du Roi à Moulins |
| 1848    | 1852 (démission) | Maurice-Poivre Bureaux de Pusy                             | Gauche                    | Ancien militaire - Ancien Préfet - Député (1842-1849) Représentant à la Constituante                                              |
| 1852    | 1871             | Baron Charles Eugène de Cadier de Veauce                   | Centre droit              | Propriétaire - Maire de Veauce Député (1852-1870) Sénateur (1876-1884)                                                            |
| 1871    | 1874             | Eugène Bruel                                               | Républicain               | Négociant à Moulins |
| 1874    | 1874 (invalidé)  | Charles Henry Thibaut Marie Le Roy de Chavigny (1820-1884) | Droite                    | Propriétaire du château de Riau Maire de Villeneuve-sur-Allier                                                                    |
| 1874    | 1886             | Eugène Bruel                                               | Républicain               | Négociant à Moulins Sénateur (1885-1903)                                                                                          |
| 1886    | 1923 (décès)     | Marquis Barthélemy de Las Cases (1845-1923)                | Conservateur              | Diplomate, propriétaire - Maire de Coulandon                                                                                      |
| 1924    | 1928 (décès)     | Jean Sénotier (1857-1928)                                  | Rad.                      | Maire de Trévol, conseiller d'arrondissement                                                                                      |
| 1928    | 1934             | Gilbert Tillier (1884-1964)                                | SFIO                      | Contrôleur des PTT à Moulins |
| 1934    | 1940             | René Boyer (1893-1975)                                     | PDP                       | Négociant à Moulins Nommé membre de la Commission administrative départementale en 1941 Nommé conseiller départemental en 1942    |
|         |                  |                                                            |                           | |
| 1945    | 1949             | Marguerite Martin (1906-1999)                              | PCF                       | Ouvrière teinturière à Moulins Première femme élue au Conseil général de l'Allier                                                 |
| 1949    | 1955             | Joseph Pénard (1880-1959)                                  | Rad.-RPF                  | Médecin chef de clinique à Moulins                                                                                                |
| 1955    | 1967             | René Boyer                                                 | MRP                       | Négociant, adjoint au maire de Moulins                                                                                            |
| 1967    | 1992             | Jean Cluzel                                                | DVD puis CD puis App. UDF | Directeur d'entreprise Sénateur (1971-1998) Président du Conseil Général (1970-1976 et 1985-1992) Conseiller régional (1974-1986) |
| 1992    | 2004             | René Charette                                              | PS                        | Conseiller pédagogique en éducation physique Maire d'Avermes (1985-2001)                                                          |
| 2004    | 2015             | Alain Denizot                                              | PS                        | Enseignant maire d'Avermes depuis 2001 Vice-président du Conseil général                                                          |

### Conseillers d'arrondissement (de 1833 à 1940)
| Période                                  | Période      | Identité                   | Étiquette    | Qualité |
| ---------------------------------------- | ------------ | -------------------------- | ------------ | --- |
| 1833                                     | 1845         | Pierre Guillaume Grandpré  |              | Négociant, adjoint au maire de Moulins                                                                      |
|                                          |              |                            |              | |
| 1848                                     |              | M. de Champfeu             |              | |
|                                          |              |                            |              | |
| 1883                                     | 1885         | Edgard Boutry              | Républicain  | Avocat à Moulins                                                                                            |
| 1885                                     | 1907 (décès) | Claude Dubost (1825-1907)  | Conservateur | Propriétaire aux Hérards, maire de Montilly                                                                 |
| 1907                                     | 1916 (décès) | Pierre Delvaux (1838-1916) | Indépendant  | Maire d'Avermes                                                                                             |
| 1916                                     | 1919         | siège vacant               |              | |
| 1919                                     | 1924         | Jean Sénotier              | Radical      | Maire de Trévol                                                                                             |
| 24 mars 1924                             | 1925         | Marius Loizel              | Radical      | Adjoint au maire de Moulins                                                                                 |
| 1925                                     | 1931         | Joseph Fradier (1878-1953) | SFIO         | Ouvrier monteur aux PTT, Président du Conseil d'arrondissement (1925-1931), Moulins                         |
| 1931                                     | 1937         | François Judet             | Radical      | Instituteur en retraite, Moulins                                                                            |
| 1937                                     | 1940         | Jean Dufloux (1891-1956)   | SFIO         | Commerçant en quincaillerie à Moulins                                                                       |
| 1940                                     |              |                            |              | Les conseils d'arrondissement ont été suspendus par la loi du 12 octobre 1940 et n'ont jamais été réactivés |
| Les données manquantes sont à compléter. |              |                            |              | |

Sources : Archives départementales de l'Allier, rubrique "Presse" - https://archives.allier.fr/archives-en-ligne/presse?arko_default_63e27309704a6--ficheFocus=

## Composition

### Avant 1973
Il était composé des communes de : Moulins (en partie), Aubigny, Aurouër, Avermes, Bagneux, Coulandon, Montilly, Neuvy, Trévol et Villeneuve-sur-Allier.

### De 1973 à 2015
Le canton de Moulins-Ouest se composait d’une fraction de la commune de Moulins et de six autres communes. Il comptait 15 137 habitants (population municipale) au 1er janvier 2012.
| Nom                 | Code Insee | Intercommunalité      | Population (dernière pop. légale)              |
| ------------------- | ---------- | --------------------- | ---------------------------------------------- |
| Moulins (chef-lieu) | 03190      | CA Moulins Communauté | Fraction : 8 104(2012) Commune : 19 762 (2014) |
| Aubigny             | 03009      | CA Moulins Communauté | 146 (2014)                                     |
| Avermes             | 03013      | CA Moulins Communauté | 3 859 (2014)                                   |
| Bagneux             | 03015      | CA Moulins Communauté | 322 (2014)                                     |
| Coulandon           | 03085      | CA Moulins Communauté | 660 (2014)                                     |
| Montilly            | 03184      | CA Moulins Communauté | 533 (2014)                                     |
| Neuvy               | 03200      | CA Moulins Communauté | 1 576 (2014)                                   |

Après les élections départementales de 2015 :
- Aubigny, Avermes, Bagneux, Coulandon, Montilly et Neuvy rejoignent le canton de Moulins-1.

## Démographie
| 1962 | 1968 | 1975 | 1982 | 1990   | 1999   | 2006   | 2011   | 2012   |
| ---- | ---- | ---- | ---- | ------ | ------ | ------ | ------ | ------ |
| -    | -    | -    | -    | 15 732 | 15 602 | 15 145 | 15 230 | 15 137 |